# 汲古閣
汲古閣是明末清初文人毛晉的藏書樓和書籍出版處，收藏書籍達八萬四千冊，毛晉亦以“汲古閣”為自己的堂號。按清同治年間的《蘇州府志》汲古閣位於常熟迎春門外七里橋。毛晉去世後，其五子毛扆（號汲古後人）繼承父業。汲古阁現已不存，宅基地屬沙家浜鎮曹浜村。

## 歷史

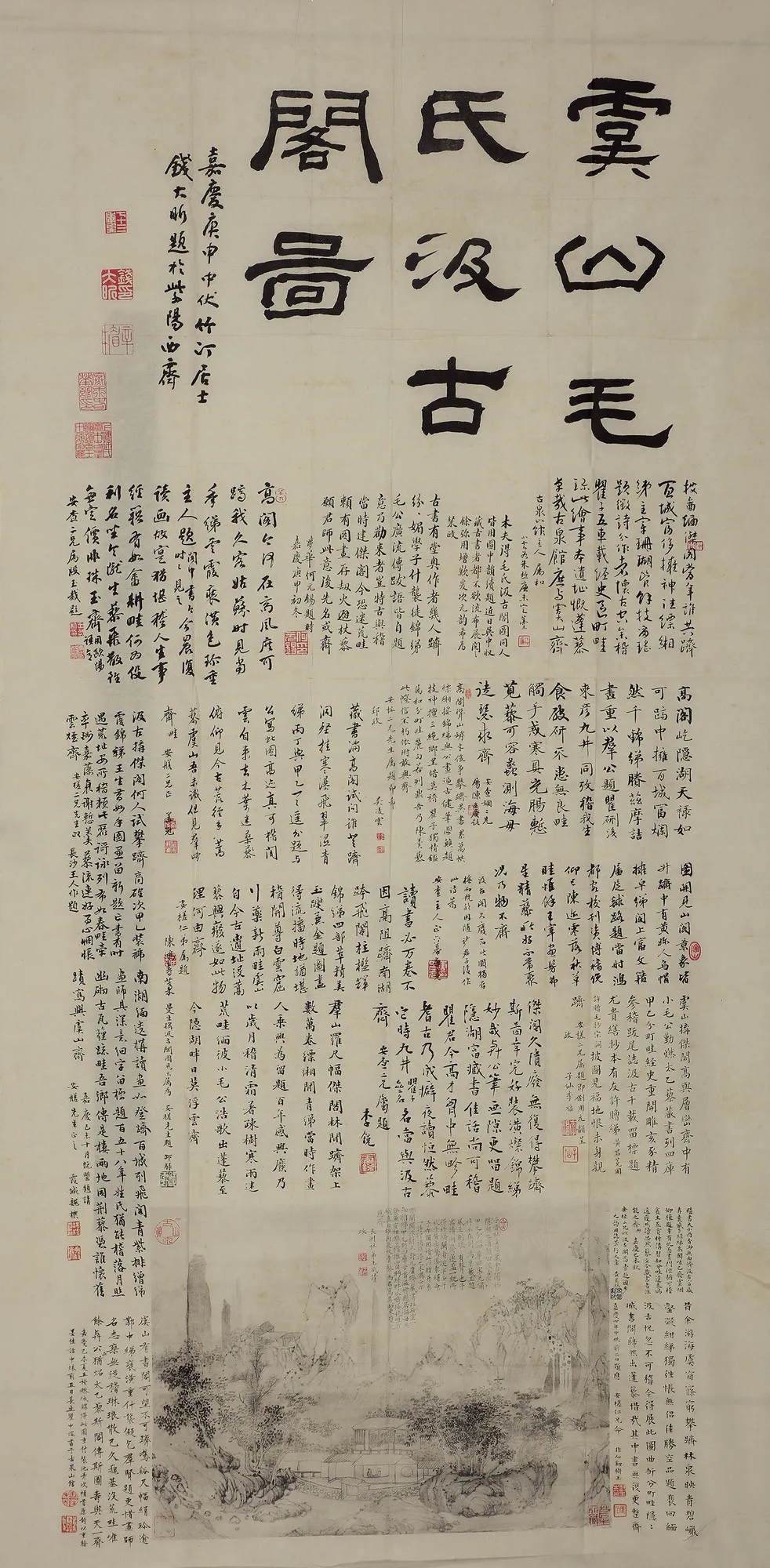
虞山毛氏汲古阁图

毛晉生于萬曆二十七年（1599年），屢試不第，後來得母親戈氏啟發，立志刻書。天啟六年其父去世，他繼承了千頃田產。得到母親的支持後，他將田產變賣，僱傭了二十多位刻工，開始刻書。崇禎十五年，毛晉請通家王咸繪製了《虞山毛氏汲古閣圖》，上繪有九間房屋及池塘兩個，池塘上有二如亭和綠君亭，毛曾在綠君亭“批閱數十載”。這兩口池塘中一個被河流淹沒，一個在1970年代被填平造田。

## 所刻書籍
毛晉汲古閣所刻較大書籍包括《十七史》、《津逮秘書》、《六十種曲》，此外包括各種珍稀孤本。他收藏孤本出價頗高，曾在自家門上張貼“別家出一千，門內主人出一千二百”。以至於當地有民諺說“三百六行生意，不如鬻書于毛氏”。其刻書花銷也很高，每頁刻工就達到三兩白銀。
其所用紙是自江西定制的，其中薄者為毛邊，厚者為毛泰，其所抄書籍與原版完全一致，稱為“毛抄”。

### 收藏
汲古閣本在後世為藏書家和文人所愛，吳偉業曾作《汲古閣歌》稱讚其功績。毛晋本就編有《汲古阁校刻书目》，其中記錄了五百三十四种書籍，清朝的悔道人又辑有补遗，補充四十四種，合計共五百七十八種書。清末陶湘喜歡收藏汲古阁本，共藏有刻板书五百四十种。陶湘編寫的《明毛氏汲古阁刻书目录》（共一卷）中收錄六百二十三種書，其中包括他沒能收藏到的七十五種。《明毛氏汲古阁刻书目录》序中按语說“鲍芳谷有汲古刊版存亡考一卷”，即悔道人的《汲古阁刻板存亡考》，但實際上悔道人不叫鲍芳谷，而是清朝人郑德懋。